# سباستین فلشتیا
سباستین فلشتیا (انگلیسی: Sebastian z Felsztyna; تاریخ ورودی نامعتبر است – ۱ ژانویهٔ ۱۵۴۳) آهنگساز، و کشیش اهل لهستان بود.